# التصفيات المؤهلة لدوري أبطال آسيا 2020
سيتم لعب مباريات التصفيات المؤهلة لدوري أبطال آسيا 2020 في الفترة من 14 إلى 28 يناير 2020. سيتنافس 28 فريقًا في التصفيات المؤهلة لتحديد ثمانية من 32 مكانًا في مرحلة المجموعات من دوري أبطال آسيا 2020 .

## الفرق
الـ 28 فريق، مقسمة إلى منطقتين (المنطقة الغربية والمنطقة الشرقية) ، تدخل في التصفيات المؤهلة، والتي تتكون من ثلاث مراحل:
- 8 فرق تدخل في الجولة التمهيدية الأولى 1.
- 12 فريقًا يدخلون في الجولة التمهيدية الثانية 2.
- 8 فرق تدخل في مرحلة الإقصائيات.

| المنطقة         | مرحلة الإقصائيات                                          | الجولة التمهيدية الثانية                                                                                      | الجولة التمهيدية الأولى                                               |
| --------------- | --------------------------------------------------------- | --- | --------------------------------------------------------------------- |
| المنطقة الغربية | - نادي العين - النادي الأهلي - نادي السيلية - نادي الريان | - نادي استقلال طهران - نادي بديده - نادي لوكوموتيف طشقند - نادي بونيودكور - نادي الزوراء - استقلال دوشنبه     | - Chennai City - النادي الفيصلي - نادي الكويت - نادي الرفاع           |
| المنطقة الشرقية | - نادي سول - نادي شانغهاي إس آي بي جي - Japan 3 - Japan 4 | - نادي ملبورن فيكتوري - نادي بورت - نادي بوريرام يونايتد - نادي كيدا دارول أمان - Tai Po - نادي هوشي منه سيتي | - نادي سيريس–نيغروس - نادي تامبينس روفرز - بالي يونايتد - شان يونايتد |

## الجدول
| الجولة             | تاريخ المباراة |
| ------------------ | -------------- |
| الجولة التمهيدية 1 | 14 يناير 2020  |
| الجولة التمهيدية 2 | 21 يناير 2020  |
| الجولة الإقصائية   | 28 يناير 2020  |

## الجولة التمهيدية 1
| فريق 1      | نتيجة        | فريق 2 |
| ----------- | ------------ | ------ |
| تشيناي سيتي | 0–1          | الرفاع |
| الفيصلي     | 1–2 (ب.و.إ.) | الكويت |

| فريق 1        | نتيجة        | فريق 2       |
| ------------- | ------------ | ------------ |
| سيريس–نيغروس  | 3–2          | شان يونايتد  |
| تامبينس روفرز | 3–5 (ب.و.إ.) | بالي يونايتد |

### المنطقة الغربية
| تشيناي سيتي | 0–1 | الرفاع                |
| ----------- | --- | --------------------- |
|             |     | - مهدي عبد الجبار 41' |

| الفيصلي            | 1–2 (ب.و.إ.) | الكويت                             |
| ------------------ | ------------ | ---------------------------------- |
| - أنس الجبارات 10' | تقرير        | - يوسف ناصر 34' - فهد الهاجري 119' |

### المنطقة الشرقية
| سيريس–نيغروس                                       | 3–2   | شان يونايتد                   |
| -------------------------------------------------- | ----- | ----------------------------- |
| - Mendy 5' - بينفينيدو مارانيون 40' - Porteria 79' | تقرير | - زين مين تون 73' - Djawa 87' |

| تامبينس روفرز                                    | 3–5 (ب.و.إ.) | بالي يونايتد                                                            |
| ------------------------------------------------ | ------------ | ----------------------------------------------------------------------- |
| - Kopitović 43' - ويب 53' - محمد رحمت 67' (ه.ذ.) | تقرير        | - Platje 8'، 13' - محمد رحمت 82' - ستيفانو ليليبالي 100' - Saimima 115' |

## الجولة التمهيدية 2

### ملخص
| فريق 1          | نتيجة | فريق 2         |
| --------------- | ----- | -------------- |
| بونيودكور       | 4–1   | الزوراء        |
| لوكوموتيف طشقند | 0–1   | استقلال دوشنبه |
| شهر خوردو       | 2–1   | الرفاع         |
| استقلال طهران   | 3–0   | الكويت         |

| فريق 1          | نتيجة | فريق 2        |
| --------------- | ----- | ------------- |
| كيدا            | 5–1   | تاي بو        |
| بوريرام يونايتد | 2–1   | هوشي منه سيتي |
| تاي بورت        | 0–1   | سيريس–نيغروس  |
| ملبورن فيكتوري  | 5–0   | بالي يونايتد  |

### المنطقة الغربية
| بونيودكور                                                        | 4–1                      | الزوراء         |
| ---------------------------------------------------------------- | ------------------------ | --------------- |
| - Kholmukhamedov 8' (ركلة.) - Murtazoev 46'، 85' - Farkhodov 80' | Live Report Stats Report | - عباس قاسم 89' |

| لوكوموتيف طشقند | 0–1                      | استقلال دوشنبه     |
| --------------- | ------------------------ | ------------------ |
|                 | Live Report Stats Report | - A. Dzhalilov 60' |

| شهر خوردو                        | 2–1                      | الرفاع      |
| -------------------------------- | ------------------------ | ----------- |
| - خلعتبري 19' - Ghaseminejad 83' | Live Report Stats Report | - Saeid 35' |

| استقلال طهران                  | 3–0                      | الكويت |
| ------------------------------ | ------------------------ | ------ |
| - دياباتي 27'، 54' - غفوري 59' | Live Report Stats Report |        |

### المنطقة الشرقية
| كيدا                                       | 5–1                      | تاي بو             |
| ------------------------------------------ | ------------------------ | ------------------ |
| - Tchétché 3'، 21'، 90+2' - Hadin 47'، 66' | Live Report Stats Report | - تشان مان فاي 68' |

| بوريرام يونايتد                           | 2–1                      | هوشي منه سيتي |
| ----------------------------------------- | ------------------------ | ------------- |
| - بيرناردو كويستا 53' - ريكاردو بوينو 74' | Live Report Stats Report | - Diakité 77' |

| تاي بورت | 0–1                      | سيريس–نيغروس      |
| -------- | ------------------------ | ----------------- |
|          | Live Report Stats Report | - ستيفان شروك 51' |

| ملبورن فيكتوري                                                                      | 5–0                      | بالي يونايتد |
| ----------------------------------------------------------------------------------- | ------------------------ | ------------ |
| - ميجين باشا 14' - Hope 37' - روبي كروز 59' - أولا تويفونين 81' - إلفيس كامسوبا 90' | Live Report Stats Report |              |

## الجولة الفاصلة

### ملخص
| فريق 1  | نتيجة                | فريق 2         |
| ------- | -------------------- | -------------- |
| العين   | 1–0                  | بونيودكور      |
| الأهلي  | 1–0                  | استقلال دوشنبه |
| السيلية | 0–0 (ب.و.إ.) (4–5 p) | شهر خوردو      |
| الريان  | 0–5                  | استقلال طهران  |

| فريق 1              | نتيجة | فريق 2          |
| ------------------- | ----- | --------------- |
| سول                 | 4–1   | كيدا            |
| شانغهاي إس آي بي جي | 3–0   | بوريرام يونايتد |
| طوكيو               | 2–0   | سيريس–نيغروس    |
| كاشيما أنتلرز       | 0–1   | ملبورن فيكتوري  |

### المنطقة الغربية
| العين      | 1–0   | بونيودكور |
| ---------- | ----- | --------- |
| - Juma 78' | تقرير |           |

| الأهلي | 1–0   | استقلال دوشنبه |
| ------ | ----- | -------------- |
|        | تقرير |                |

| السيلية                                                                | 0–0 (ب.و.إ.) | شهر خوردو                                                       |
| ---------------------------------------------------------------------- | ------------ | --------------------------------------------------------------- |
|                                                                        | تقرير        |                                                                 |
| ركلات الترجيح                                                          |              |                                                                 |
| - مبارك بوصوفة - كريم أنصاريفرد - كارا مبودجي - مجدي صديق - نذير بلحاج | 4–5          | - Seifollahi - ميلاد سرلك - Ghaseminejad - فرشاد فرجي - Sadeghi |

| الريان | 0–5   | استقلال طهران                                                         |
| ------ | ----- | --------------------------------------------------------------------- |
|        | تقرير | - شيخ دياباتي 8' - مهدي قائدي 40'، 47' - أمير أرسلان مطهري 84'، 90+1' |

### المنطقة الشرقية
| نادي سول | ضد | كيدا |
| -------- | -- | ---- |
|          |    |      |

| نادي شانغهاي إس آي بي جي | ضد | بوريرام يونايتد |
| ------------------------ | -- | --------------- |
|                          |    |                 |

| طوكيو | ضد | سيريس–نيغروس |
| ----- | -- | ------------ |
|       |    |              |

| كاشيما أنتلرز | ضد | ملبورن فيكتوري |
| ------------- | -- | -------------- |
|               |    |                |

## روابط خارجية
- الموقع الرسمي
 ، و- AFC.com

التصفيات المؤهلة لدوري أبطال آسيا 2020